# Natalia Paremuzova

Plaza de la República con la estatua de Lenin

Natalia Paremuzova en armenio Նատալիա Փարեմուզովա (Tiflis, Georgia, 1907 - Tiflis 1991) fue una arquitecta armenia.

## Biografía
En 1943 egresó de la Academia de Bellas Artes de Tiflís. De acuerdo a sus proyectos, se construyeron los planos y se realizó la urbanización de las ciudades de Batumi y Ajaltzjá (Georgia). En Gorís (Armenia) realizó el Instituto Pedagógico.
Desarrolló los proyectos tipo para construir hoteles en Georgia, y realizó el proyecto de reconstrucción del templo de Zvartnotz, de Echmiadzín (Armenia).
Junto con su marido, el arquitecto Levón Vartanov construyó el pedestal de la estatua de Lenin en la Plaza de la República de Ereván (estuvo en pie hasta 1990), que recibió el premio estatal de la RSS de Armenia en 1970. El pedestal fue demolido en 1996.